# 美国首席大法官
美国首席大法官（英語：chief justice of the United States）是美国联邦司法机构的领袖，主管美国最高法院。首席大法官是美国最高司法官员，领导最高法院的事务並主持弹劾美国总统的参议院會議。同时按近现代传统，首席大法官还主持美国总统的宣誓仪式，虽然这样的做法没有《美国宪法》和其他任何法律規定。
现任即第17任首席大法官是约翰·罗伯茨，由乔治·W·布什总统提名，2005年9月29日获美国参议院通过。

## 历史
《美国宪法》并未明确说明设立首席大法官职务，只是在第一条第三款中作了辅垫：“如受审者为合众国总统，则应由首席大法官担任主席（When the President of the United States is tried, the Chief Justice shall preside）”。除此之外，就没有更多的有关叙述了。至于最高法院的大法官则更是一字未提。
首席大法官与最高法院大法官一样，由总统提名并需经参议院同意。《宪法》要求最高法院的所有法官都必须“尽忠职守（shall hold their Offices during good Behaviour）”，这句话也间接地规定了任期：他们是终身制的，除非自願退休或被国会弹劾并证明有罪。
有一部分首席大法官，例如威廉·H·伦奎斯特，是在最高法院大法官的任上被总统提名为首席大法官的，这时同样需要参议院的批准（如果提名不通过，他将不能成为首席大法官，但仍可以继续担任最高法院法官）。大部分首席大法官，包括罗伯茨，在被任命之前并未在最高法院工作过。
首席大法官经常被错误地写成“最高法院首席大法官”，其实并不然，根据《美国法典》，它的全称是“美国首席大法官”。这一头衔是在第六任首席大法官萨蒙·P·蔡斯的建议下改变的，因为他想强调最高法院与联邦政府部门具有同等地位。与之相反的是，最高法院的其它8位大法官的正式头衔为“美国最高法院大法官”，而不是“美国大法官”。
首席大法官的薪水由国会预算支付，每年277,700美元（2020年），比其他大法官（265,600美元）略高。

## 职责

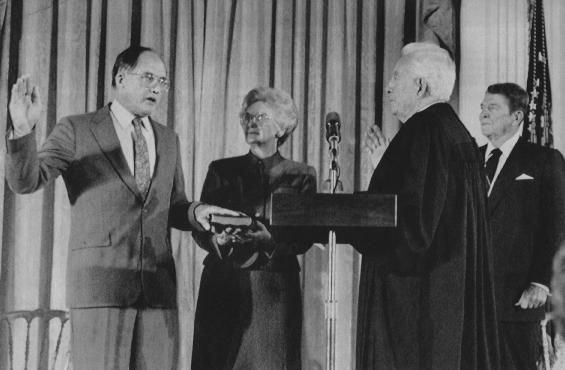
首席大法官威廉·伦奎斯特的就职仪式，他於1986年獲里根總統提名，擔任至2005年。

除履行与其他大法官相同的职责外，首席大法官还有拥有另外一些特定职责。
《美国宪法》第一条第三款规定：首席大法官在总统被弹劾过程中主持参议院。主持過總統彈劾過程之首席大法官共有三位：1868年安德鲁·约翰逊弹劾案中的萨蒙·P·蔡斯，1999年克林顿弹劾案中的威廉·伦奎斯特和2019年特朗普弹劾案中的约翰·罗伯茨。同时，根据《美国宪法第二十五修正案》，副总统担任代总统，因此首席大法官在副总统弹劾过程中同样主持参议院。迄今为止，还未有副总统被弹劾过。
首席大法官被认为是最有资历的法官。因此，首席大法官須主持各种案件讨论與投票会议、首先发言，且对整个讨论产生重要影响。此外，首席大法官还在美国总统宣誓时担任监誓人，虽然这一传统已超出了美国宪法对首席大法官的职责规定。

### 其他职责
- 担任史密森学会会长。
- 担任美国司法会议（Judicial Conference of the United States）会长、美国联邦法院行政长官。
- 指定美国外国情报监督法院（United States Foreign Intelligence Surveillance Court）成员。
- 指定跨地区诉讼司法陪审员（Judicial Panel on Multidistrict Litigation）。

## 历任首席大法官
| No. | 首席大法官                                                | 照片 | 任期                            | 任命人              |
| --- | --------------------------------------------------------- | ---- | ------------------------------- | ------------------- |
| 1   | 约翰·杰伊 John Jay (1745-1829)                            |      | 1789年10月19日 - 1795年6月29日  | 乔治·华盛顿         |
| 2   | 约翰·拉特利奇*§ John Rutledge (1739-1800)                 |      | 1795年8月12日 - 1795年12月15日  | 乔治·华盛顿         |
| 3   | 奥利弗·埃尔斯沃思 Oliver Ellsworth (1745-1807)            |      | 1796年3月8日 - 1800年12月15日   | 乔治·华盛顿         |
| 4   | 约翰·马歇尔 John Marshall (1755-1835)                     |      | 1801年2月4日 - 1835年7月6日†    | 约翰·亚当斯         |
| 5   | 罗杰·B·托尼 Roger Brooke Taney (1777-1864)                |      | 1836年3月28日 - 1864年10月12日† | 安德鲁·杰克逊       |
| 6   | 萨蒙·P·蔡斯 Salmon Portland Chase (1808-1873)             |      | 1864年12月15日 - 1873年5月7日†  | 亚伯拉罕·林肯       |
| 7   | 莫里森·韦特 Morrison Remick Waite (1816-1888)             |      | 1874年3月4日 - 1888年3月23日†   | 尤利塞斯·S·格兰特   |
| 8   | 梅尔维尔·富勒 Melville Weston Fuller (1833-1910)          |      | 1888年10月8日 - 1910年7月4日†   | 格罗弗·克利夫兰     |
| 9   | 爱德华·道格拉斯·怀特** Edward Douglass White (1845-1921)  |      | 1910年12月19日 - 1921年5月19日† | 威廉·霍华德·塔夫脱  |
| 10  | 威廉·霍华德·塔夫脱*** William Howard Taft (1857-1930)     |      | 1921年7月11日 - 1930年2月3日    | 沃伦·G·哈定         |
| 11  | 查尔斯·埃文斯·休斯 § Charles Evans Hughes Sr. (1862-1948) |      | 1930年2月24日 - 1941年6月30日   | 赫伯特·胡佛         |
| 12  | 哈伦·菲斯克·斯通** Harlan Fiske Stone (1872-1946)         |      | 1941年7月3日 - 1946年4月22日†   | 富兰克林·D·罗斯福   |
| 13  | 弗雷德·M·文森 Frederick Moore Vinson (1890-1953)          |      | 1946年6月24日 - 1953年9月8日†   | 哈利·S·杜鲁门       |
| 14  | 厄尔·沃伦 Earl Warren (1891-1974)                         |      | 1953年10月5日 - 1969年6月23日   | 德怀特·D·艾森豪威尔 |
| 15  | 沃伦·E·伯格 Warren Earl Burger (1907-1995)                |      | 1969年6月23日 - 1986年9月26日   | 理查德·尼克松       |
| 16  | 威廉·伦奎斯特**§ William Hubbs Rehnquist (1924-2005)      |      | 1986年9月26日 - 2005年9月3日†   | 罗纳德·里根         |
| 17  | 约翰·罗伯茨 John Glover Roberts Jr. (1955-)               |      | 2005年9月29日—现任              | 乔治·W·布什         |